# المكتبة الوطنية في أذربيجان
مكتبة ميرزا فالاتي أخوندوف الوطنية في أذربيجان (لغة أذرية: Mirzə Fətəli Axundov adına Azərbaycan Milli Kitabxanası) هي مكتبة حكومية مركزية لأذربيجان، تقع في باكو وتأسست في عام 1922. سميت باسم ميرزا فتالي أخوندوف، وهو كاتب وفيلسوف أذربيجاني. تطل المكتبة على شارع خاقاني وشارع رشيد بهبودوف وشارع نظامي. تتميز واجهاته بتماثيل مختلفة لكتاب وشعراء: نظامي جانجوي، ومهستي الكنجوية، وعزير حاجبايوف، وشوتا روستافلي، وألكسندر بوشكين وعدة آخرين.
يتكون المبنى من أربع طوابق، وهو مجهز بمصاعد خاصة، والتي تنقل الكتب إلى المنافذ. سعة غرف القراءة هي 500 مقعد. يتم قبول الطلبات أيضًا عن طريق البريد الإلكتروني عند التسجيل الإلكتروني.
تضم المكتبة 25 قسمًا و 26 قطاعًا. يغطي صندوق المكتبة حوالي 513,000 مادة نشر.

## التاريخ
تأسست المكتبة في عام 1922، وانتقلت إلى موقعها الحالي في 23 مايو 1923. وقد صمم المبنى المهندس المعماري الأذربيجاني ميكائيل علسكر حسينوف. كانت تعرف في البداية باسم المكتبة العامة ومخزن الكتب الرسمي لأذربيجان. في 11 يوليو 1939، اكتسبت المكتبة اسمها الحالي. في عام 1962، حصلت المكتبة في النهاية على إذن لإنشاء علاقات تبادل مع المكتبة الوطنية الفرنسية. وفي عام 2005، وبموجب المرسوم الصادر عن مجلس وزراء جمهورية أذربيجان، أخذت المكتبة اسم مكتبة أخوندوف الوطنية الأذربيجانية. في عام 2005، انضم إلى مؤتمر المكتبات الوطنية الأوروبية الذي يضم 54 مكتبة في أوروبا.
وفي عام 2005، أنشئت إدارة الأدب الأجنبي للمشاركة في تبادل الكتب الدولي والتعاون مع الإدارات المعنية في المكتبات الأجنبية، وكذلك مع المنظمات العاملة في مجال المكتبات. تتعاون الإدارة مع أكثر من 60 دولة بما في ذلك الأردن ومصر وروسيا والسويد واستونيا وجورجيا وغيرها.
في عام 2000 أنشأت المكتبة الوطنية على اسم M.F.Akhundov قاعة للإنترنت. في عام 2001 افتتحت المكتبة مركز تدريب. ويستخدم نظام إدارة مؤتمتة منذ عام 2003.

## وصلات خارجية
- الموقع الرسمي
- UN System Depository Libraries profile